# کنت نیلسن
کنت نیلسن (انگلیسی: Kent Nielsen؛ زادهٔ ۲۸ دسامبر ۱۹۶۱) یک بازیکن فوتبال اهل دانمارک است.
از باشگاه‌هایی که در آن بازی کرده‌است می‌توان به باشگاه فوتبال استون ویلا و باشگاه ورزشی آرهوس اشاره کرد.
وی همچنین در تیم ملی فوتبال دانمارک بازی کرده‌است.